# NGC 6723
NGC 6723 est un amas globulaire situé dans la constellation du Sagittaire à environ 28 375 al (8,7 kpc) du Soleil et à 8 500 al (2,6 kpc) du centre de la Voie lactée. Il a été découvert par l'astronome écossais James Dunlop en 1826.

## Historique des observations
La découverte de NGC 6723 est attribuée à James Dunlop qui l'a observé dans la nuit du 2 au 3 juin 1826 depuis l'observatoire privé de Thomas Brisbane situé à Parramatta en Nouvelle-Galles du Sud. Dunlop l'a catalogué sous la désignation Dunlop 573. Il l'a décrit comme un « amas globulaire très large, très peu étendu, progressivement plus brillant vers le centre, bien résolu, clairement constitué d'étoiles de magnitude 14 à 16 ».
John Herschel a observé l'amas le 31 aout 1834 et il l'a inscrit dans son catalogue sous la désignation GC 4450

## Observation

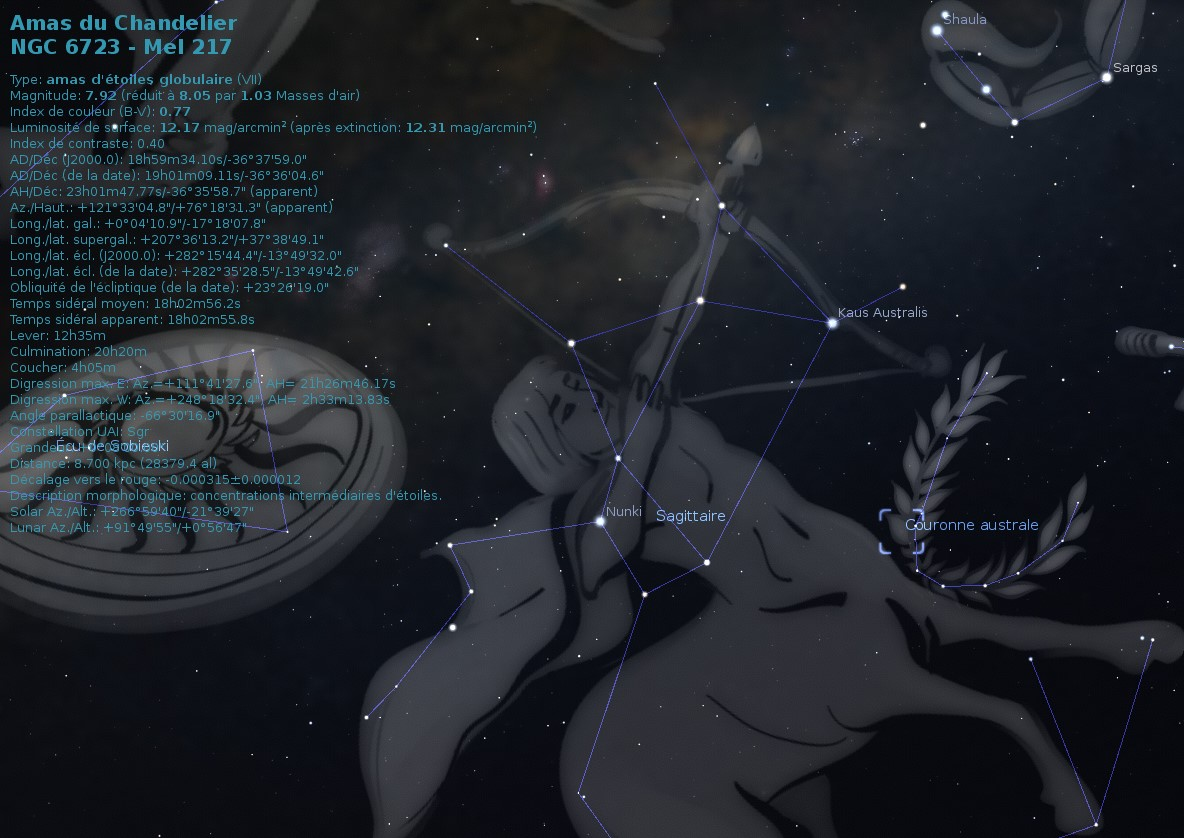
Localisation de NGC 6723 dans la constellation du Sagittaire et données du logiciel Stellarium.

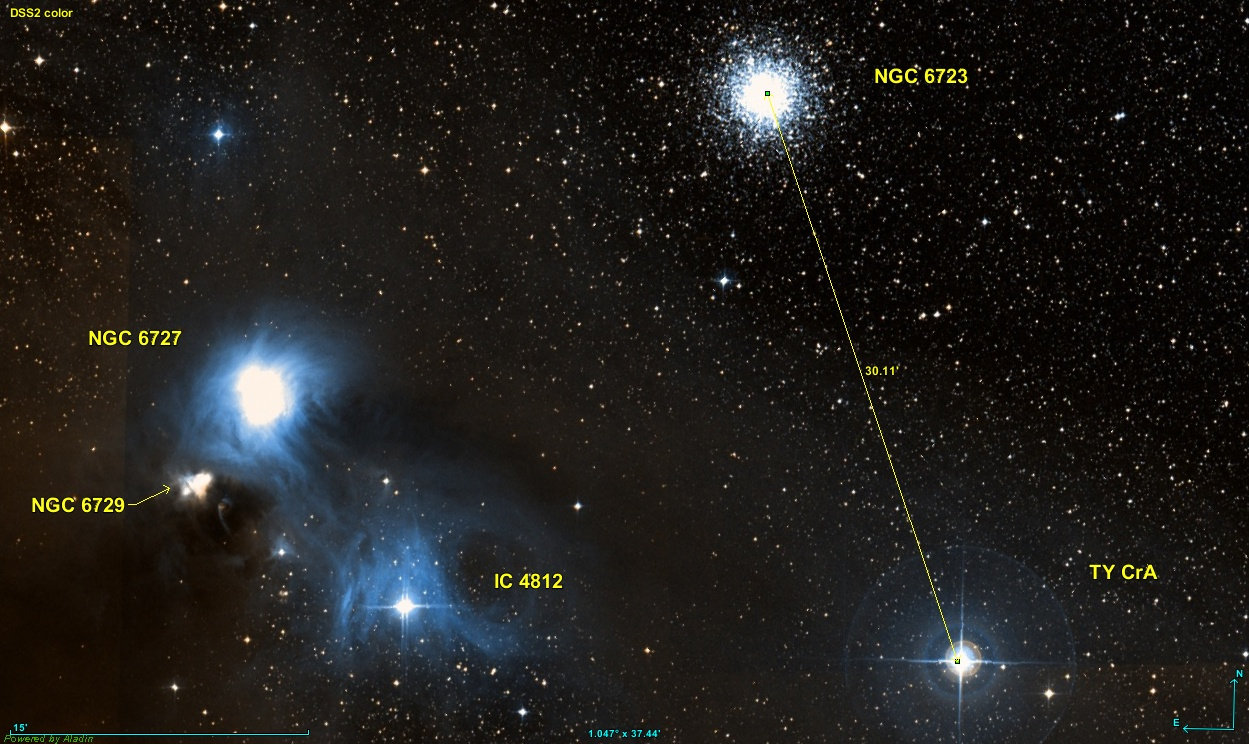
Position de NGC 6723 au nord-est de l'étoile TY CrA.

NGC 6723 est dans la constellation du Sagittaire, très près de la frontière de la Couronne boréale. L'amas est à environ 30' au nord-est de l'étoile TY Coronae Australis (en) et au nord-ouest des nébuleuses NGC 6727, NGC 6729 et IC 4812.

## Caractéristiques

### Classe
La classe de concentration Shapley-Sawyer de NGC 6723 est VII,, ce qui signifie que la concentration intermédiaire est clairsemée.

### Taille et vitesse
À une distance d'environ 28 375 al et avec un diamètre apparent de 10,5', la taille réelle de l'amas est d'environ 87 al. Cet amas nous apparaît parfaitement sphérique, car son ellipticité est nulle.
La base de données Simbad indique deux mesures très semblables de la vitesse basée sur les mesures du satellite Gaia, soit −94,18 ± 0,26 km/s et −94,4 ± 0,2 km/s. La valeur indiquée par Harris et par le site SEDDS est presque la même, soit −94,5 ± 3,6 km/s,.

### Métallicité, masse et âge
La base de données Simbad indique cinq valeurs de la métallicité comprises entre -1,0 et -1,45. Selon une étude publiée en 2011 par J. Boyles et ses collègues, la métallicité [Fe/H] de l'amas globulaire NGC 6723 est égale à -1,10 et sa masse est égale à 357 000 {\displaystyle M_{\odot }}. Dans cette même étude, la distance de l'amas est aussi estimée à environ 8,7 kpc (∼28 400 al). L'étude publiée par Forbes et Bridges indique une métallicité de -0,96. Une métallicité comprise entre -1,45 et -0,96 signifie que le pourcentage en éléments lourds (plus lourds que l'hydrogène et l'hélium) varie de 3,5%  à 11% (10-1,45 à 10-0,96 comparé à celui du Soleil.
Après le Big Bang, l'Univers étant surtout composé d'hydrogène et d'hélium, la métallicité était pratiquement nulle. L'univers s'est progressivement enrichi en métaux (éléments plus lourds que l'hélium) grâce à la synthèse de ceux-ci dans le cœur des étoiles. La métallicité des amas du halo de la Voie lactée varie d'un centième à un dixième de la métallicité solaire, ce qui signifie que ces amas se décomposent en deux sous-groupes, les relativement jeunes et les vieux. Selon sa métallicité, NGC 6723 serait donc un amas assez âgé et relativement riche en métaux. Son âge est estimée à 13,06 milliards d'années par Forbes.

## Galerie

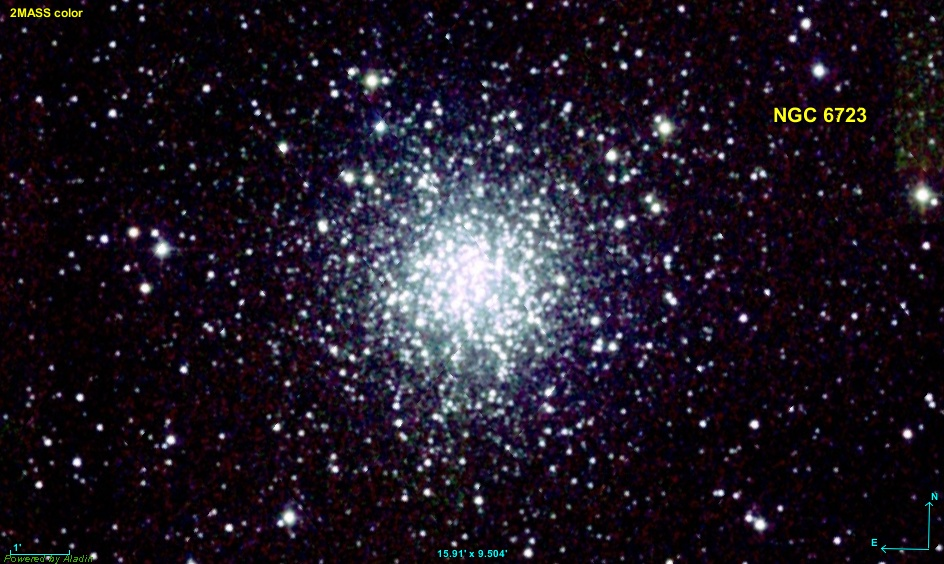
Image en infrarouge par le relevé 2MASS.
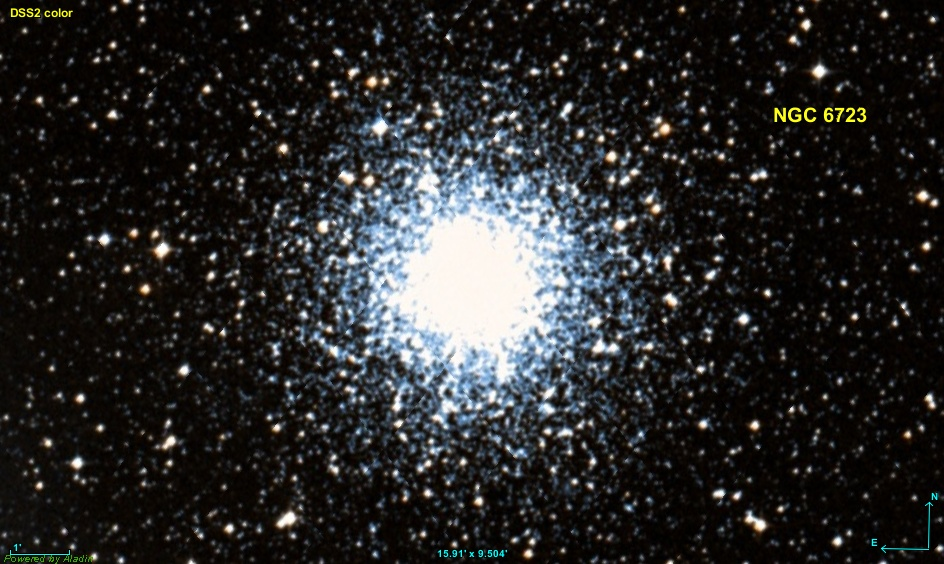
Image en lumière visible par le relevé DSS.